# Paragonimus westermani
Espèce
Synonymes
- Distoma westermani Kerbert 1878
- Distoma ringeri Cobbold 1880
- Paragonimus ringeri (Cobbold 1880)

La douve orientale du poumon, Paragonimus westermani (ou Paragonimus ringeri), est une espèce de vers plats, parasite normal du chien, du porc et des félins, et donne, par sa présence chez l'homme, la distomatose pulmonaire d'Extrême-Orient.

## Histoire et nomenclature
L'histoire de la découverte de ce parasite a été racontée par P. H. Manson-Bahr.
L'espèce a été décrite indépendamment en 1878 par le zoologiste néerlandais Coenraad Kerbert sous le nom de Distoma westermani, et en 1880 par Thomas Spencer Cobbold sous le nom de Distoma ringeri. Puis l'espèce a été transférée par Max Braun en 1899 dans le genre Paragonimus dont c'est l'espèce type.

## Répartition géographique et importance
Très répandue en Extrême-Orient, elle n'atteint l'homme que dans des foyers limités (habitudes alimentaires) où elle peut alors toucher près de la moitié de la population. Malgré le faible taux d'infestation (10 vers en général), l'affection peut avoir un pronostic sévère, surtout du fait de localisations erratiques : cerveau, cœur.

## Écoépidémiologie
Le contexte écoépidémiologique de cette zoonose est en évolution, car ce ver plat peut être véhiculé par le crabe chinois Eriocheir sinensis qui, probablement transporté avec des eaux de ballast agrandit son aire de répartition dans le monde et semble présenter des caractéristiques lui permettant de devenir une espèce invasive en Amérique du nord (où il est observé depuis 1992) et en Europe.

## Morphologie
Les adultes sont des vers moyens, brun-rouge, de 10 à 15 mm de long, en grains de café, couverts d'écailles épineuses.

## Biologie
Logés dans des kystes pulmonaires (isolément chez l'homme, accolés par deux chez l'animal), ils pondent des œufs operculés, ovales, trapus, de 90 microns sur 60, qui passent dans les bronchioles et sont éliminés dans les crachats ou, après déglutition, dans les selles.

Le cycle est à deux hôtes intermédiaires : un gastéropode aquatique (mélania) et un crustacé (crabe ou écrevisse) dont la chair contient les métacercaires enkystées infectieuses. La consommation coutumière de ces crustacés crus est à l'origine des infestations humaines. Le cycle est bouclé quand le parasite, libéré dans le grêle, rejoint le poumon par voie trans-diaphragmique.

## Clinique
Après deux mois et demi à trois mois d'incubation, la distomatose pulmonaire se traduit par une toux chronique avec douleurs transfixiantes et crachats hémoptoïques (hémoptysie parasitaire d'Extrême-Orient).
Parfois, du fait de localisations aberrantes, le tableau devient très polymorphe et le diagnostic étiologique difficile. L'affectation peut être mortelle.

## Diagnostic
On recherchera les œufs caractéristiques dans les crachats et dans les selles.

## Traitement
À l'association émétine - sulfamidés aux résultats inconstants, on doit préférer le bithionol, très efficace à la dose de 20 mg/kg par jour, 1 jour sur 2, pendant 10 jours, en 2 prises journalières après les repas.